# Hrabstwo Jefferson (Arkansas)

Piramida wieku hrabstwa

Hrabstwo Jefferson – hrabstwo w USA, w stanie Arkansas. Według danych z 2000 roku, hrabstwo zamieszkiwało 84278 osób.

## Miejscowości
- Altheimer
- Humphrey
- Pine Bluff
- Redfield
- Sherrill
- White Hall
- Wabbaseka

## CDP
- Sulphur Springs